# Лазарев, Николай Евгеньевич
Никола́й Евге́ньевич Ла́зарев (род. 19 ноября 1970) — российский актёр театра и кино, народный артист Российской Федерации (2016).

## Биография
Родился 19 ноября 1970 года в актёрской семье. Отец — актёр Евгений Лазарев, мать — актриса Анна Обручева. С 9 лет в 1979—1985 годах играл в спектаклях театра им. В. Маяковского. В 1987 году закончил английскую спецшколу. В 1991 году окончил Школу-студию МХАТ (курс профессора В. П. Маркова). Параллельно учёбе окончил курсы повышения квалификации в актёрской школе Оксфордского университета.
После окончания института в 1991 году проходил военную службу в рядах команды актёров-военнослужащих в Центральном академическом театре Российской армии. С 1992 года вошёл в постоянную труппу театра.
Выступает как певец и гитарист-исполнитель. Работает на радио, участвует в озвучивании детских сказок и обучающих компьютерных программ на студии «Союзмультфильм». Участвовал в озвучивании компьютерных игр «Call of Duty», «Need for Speed», «Тамплиеры. Крестовый поход», «Prey», «Quake», «Call of Juarez. Сокровища ацтеков», «Myst III».
В марте 2022 года подписал обращение в поддержку военного вторжения России на Украину (2022).

## Семья
- Бабушка по материнской линии — театральный художник Нина Николаевна Обручева (1902—2004)[3].
- Отец — актёр, режиссёр, педагог Евгений Николаевич Лазарев (1937—2016), народный артист РСФСР.
- Мать — актриса Анна Андреевна Обручева (род. 1938)[4].
- Дочь — врач Анастасия Николаевна Лазарева (род. 1994)

## Награды и премии
- Заслуженный артист Российской Федерации (2005).
- Народный артист Российской Федерации (2016)[5].
- Медаль «За трудовую доблесть» (Минобороны) (15.10.2001)

## Работы в театре

### Театр им. В. Маяковского
- «Ящерица» по пьесе Александра Володина (реж. Евгений Лазарев) —  Мальчик, бегущий впереди
- «Бег» — Коля
- «Леди Макбет Мценского уезда» — Фёдор Лямин
- «И порвётся серебряный шнур» — Саша

### Театр Российской Армии
- «Павел I» — князь Долгорукий
- «Обретение» — Монах Мику
- «Кортик» — Хулиган
- «Солдат и Ева» — Герольд
- «Нянька» — Моряк
- «Приключения Чиполлино» — Мистер Моркоу
- «Кьюджинские перепалки» — Тит Нанне
- «Моя профессия — синьор из общества» — Никола Чиборо
- «Гарольд и Мод» — Гарольд
- «Дама с камелиями» — Учитель фехтования
- «Много шума из ничего» — Дон Хуан
- «На дне» — Алешка; Барон
- «Удивительный волшебник страны Оз» — Тотошка
- «Ваша сестра и пленница» — Лестер
- «Британик» — Нерон
- «Изобретательная влюблённая» — Люсиндо
- «Скупой» — Жак
- «Давным-давно» — Фош
- «Вечно живые» В. Розова — Марк
- «Гамлет» — Гамлет
- «Волки и овцы» — Аполлон Мурзавецкий
- «Одноклассники» — Михаил Тяблов
- «Дракон» Е. Шварца (реж. Владимир Мирзоев) — Ланселот

## Фильмография
1. 1980 — Простая девушка — Игорь, мальчик с самокатом
2. 1986 — Пётр Великий (Peter the Great; СССР, США) — Иван V (нет в титрах)
3. 1990 — Футболист — Игорь
4. 1992 — Сталин (Венгрия, США)
5. 1993 — Бегущий по льду (англ. The Ice Runner; США) — Николай, лейтенант
6. 1993 — Наш пострел везде поспел — Вася
7. 2004 — Надежда уходит последней — художник
8. 2007 — Если у Вас нету тети… (Украина) — Никита
9. 2009 — Анакоп — Володя
10. 2011 — Борис Годунов — боярин
11. 2011 — Волки и овцы — Аполлон
12. 2012 — Тройная жизнь — Славик
13. 2014 — Екатерина — Симон, священник

## Озвучивание

#### Мультфильмы
1. 2004 — Незнайка и Баррабасс — Индеец Ски
2. 2008 — День рождения Алисы — Профессор Селезнёв, папа Алисы
3. 2008 — Стёпочкин и лунный десант

#### Дубляж
1. 2007 — Call of Duty 4: Modern Warfare
2. 2010 — Воспитывая Хоуп
3. 2011 — Криминальная фишка от Генри